# Eugénia Nunes Viseu

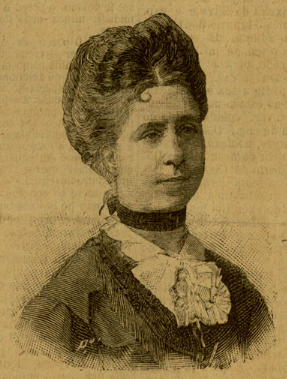
A Viscondessa de São Caetano

Eugénia Nunes Viseu  (Benfica, Lisboa, 8 de Julho de 1847 - Ranhados, Viseu, 4 de Junho de 1888), 1.ª Viscondessa de São Caetano, foi uma empresária agrícola e filantropa portuguesa.

## Família
Filha única de Henrique Nunes Viseu (Oriental, Viseu, 12 de Junho de 1802 - ?), riquíssimo Proprietário, e de sua mulher e prima-irmã Maria Cândida da Silva Mendes, filha natural legitimada de Francisco António da Silva Mendes da Fonseca, filho da 1.ª Baronesa da Silva, neta paterna de Daniel Nunes Viseu (Tomar, Santa Maria dos Olivais - ?), rico Proprietário e Comerciante em Viseu e Lisboa em 1822, e de sua mulher (Viseu, 2 de Agosto de 1796) Rita da Silva Mendes da Fonseca (Viseu, ?? de Maio de 1781, bap. 30 de Maio de 1781 - ?), filha primogénita da 1.ª Baronesa da Silva, e bisneta de João Nunes Viseu (Tomar, Santa Maria dos Olivais - ?) e de sua mulher Inês Maria Froes (Tomar, Santa Maria dos Olivais - ?).

## Biografia
Possuía, além de grande fortuna e grandes haveres, uma primorosa educação, feita em grande parte no estrangeiro, e notáveis dotes de bondade. Longa e cruciante doença reteve-a imobilizada na sua Quinta de São Caetano, na Freguesia de Ranhados, Concelho de Viseu e Distrito de Viseu, e conservou-se solteira. Deixou uma tradição de senhora não só de grande encanto e distinto trato, mas especialmente de incessante benemerência, assinalada por constantes actos de caridade e pela instituição, em Testamento, da Santa Casa da Misericórdia de Viseu como Herdeira de todos os seus bens, com a obrigação de fundar um Asilo de Mendicidade, o que se efectivou com a criação do Asilo, hoje existente e que se mantém, ao qual foi dado o seu nome de Asilo de Mendicidade da Viscondessa de São Caetano. Foi uma das maiores benfeitoras dos pobres de Viseu, com quem gastava grande parte dos seus rendimentos, e a quem deixou tudo quanto tinha. A Imprensa e Escritores ilustres consagraram justas homenagens à sua memória, aureolada pela benemerência e por sofrimento e desgostos, que Guiomar Torresão chamou, em extenso Necrológio, um Calvário supliciante, e aos quais não a pouparam a fortuna, a beleza, os dons da alma e dedicadas amizades e gratidões.
O título de 1.ª Viscondessa de São Caetano, em sua vida, foi-lhe concecido por Decreto de D. Luís I de Portugal de 20 de Setembro/Novembro de 1882.